# Twierdzenie cosinusów
Twierdzenie cosinusów, wzór cosinusów, twierdzenie Carnota, uogólnione twierdzenie Pitagorasa – twierdzenie wiążące długości boków w trójkącie z miarami jego kątów.

## Twierdzenie

W dowolnym trójkącie, kwadrat długości dowolnego boku jest równy sumie kwadratów długości pozostałych boków pomniejszonej o podwojony iloczyn długości tych boków i cosinusa kąta zawartego między nimi.
Używając oznaczeń z rysunku obok:
{\displaystyle c^{2}=a^{2}+b^{2}-2ab\cos \gamma .}
W szczególnym przypadku, gdy trójkąt jest prostokątny i {\displaystyle \gamma } jest kątem prostym, twierdzenie to sprowadza się do twierdzenia Pitagorasa, ponieważ cosinus kąta prostego jest równy zeru, czyli
{\displaystyle c^{2}=a^{2}+b^{2}.}
Wnioskiem z twierdzenia cosinusów jest też twierdzenie Dijkstry.

### Dowód 1

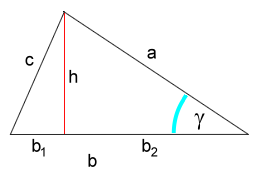

Z wierzchołka przy boku {\displaystyle c} opuśćmy wysokość na bok {\displaystyle b.} Podzieli ona bok {\displaystyle b} na części {\displaystyle b_{1},b_{2}.}
Prawdziwe są zatem założenia:
{\displaystyle b=b_{1}+b_{2}}
{\displaystyle c^{2}=b_{1}^{2}+h^{2}}
{\displaystyle h^{2}=a^{2}-b_{2}^{2}}
{\displaystyle \cos \gamma ={\frac {b_{2}}{a}}.}
Łącząc wzory z twierdzenia Pitagorasa, uzyskamy:
{\displaystyle c^{2}=b_{1}^{2}+h^{2}=(b-b_{2})^{2}+(a^{2}-b_{2}^{2})}
ze wzoru skróconego mnożenia:
{\displaystyle c^{2}=(b-b_{2})^{2}+(a^{2}-b_{2}^{2})=b^{2}-2bb_{2}+\not {b_{2}^{2}}+a^{2}-\not {b_{2}^{2}}=a^{2}+b^{2}-2bb_{2}.}
Aby doprowadzić do przekształcenia {\displaystyle -2bb_{2}} do {\displaystyle -2ab\cos \gamma } musimy użyć wzoru {\displaystyle b_{2}=a\cdot \cos \gamma {:}}
{\displaystyle -2bb_{2}=-2b(a\cdot \cos \gamma )=-2ab\cos \gamma .}
Zatem:
{\displaystyle a^{2}+b^{2}-2bb_{2}=a^{2}+b^{2}-2ab\cos \gamma .}
Dowód niewiele się zmieni, jeśli spodek wysokości znajdzie się na przedłużeniu boku {\displaystyle b.}

### Dowód 2
Lemat

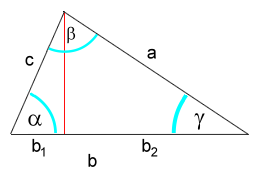

Dla dowolnego trójkąta o bokach o długości: {\displaystyle a,b,c} i kątach leżących naprzeciw nich odpowiednio: {\displaystyle \alpha ,\beta ,\gamma } zachodzą zależności:
{\displaystyle a=c\cdot \cos \beta +b\cdot \cos \gamma ,}
{\displaystyle b=c\cdot \cos \alpha +a\cdot \cos \gamma ,}
{\displaystyle c=b\cdot \cos \alpha +a\cdot \cos \beta .}
Dowód lematu
Udowodnimy np. drugą z powyższych zależności. Rzeczywiście, opuszczając wysokość na bok {\displaystyle b,} dostaniemy:
{\displaystyle b=b_{1}+b_{2}=c{\frac {b_{1}}{c}}+a{\frac {b_{2}}{a}}=c\cdot \cos \alpha +a\cdot \cos \gamma .}
Dowód twierdzenia
Trzy udowodnione w lemacie równości mnożymy obustronnie: pierwszą przez {\displaystyle a,} drugą przez {\displaystyle b,} trzecią przez {\displaystyle -c{:}}
{\displaystyle a^{2}=ac\cdot \cos \beta +ab\cdot \cos \gamma }
{\displaystyle b^{2}=bc\cdot \cos \alpha +ab\cdot \cos \gamma }
{\displaystyle -c^{2}=-bc\cdot \cos \alpha -ac\cdot \cos \beta .}
Dodając stronami, dostaniemy:
{\displaystyle a^{2}+b^{2}-c^{2}=2ab\cdot \cos \gamma .}

## Twierdzenie cosinusów w przestrzeniach unitarnych
W przestrzeniach unitarnych (rzeczywistych) dowodzi się twierdzenia, które również nazywa się twierdzeniem cosinusów ze względu na formalne podobieństwo do twierdzenia klasycznego. Jeśli mianowicie dla wektorów a, b, c przyjmiemy:
{\displaystyle c=a-b,}
to korzystając z aksjomatów iloczynu skalarnego i definicji {\displaystyle |x|={\sqrt {(x,x)}}} łatwo dostaniemy:
{\displaystyle |c|^{2}=(c,c)=(a-b,a-b)=(a,a)+(b,b)-2(a,b)=|a|^{2}+|b|^{2}-2(a,b).}
W celu wzmocnienia formalnego podobieństwa do twierdzenia klasycznego wprowadza się jeszcze jedną definicję. Kątem (tzn. miarą kąta) {\displaystyle \measuredangle (x,y)} między (niezerowymi) wektorami {\displaystyle x,y} jest wyrażenie:
{\displaystyle \measuredangle (x,y)=\operatorname {acos} {\tfrac {(x,y)}{|x|\cdot |y|}}.}
Dostaniemy wówczas
{\displaystyle |c|^{2}=|a|^{2}+|b|^{2}-2(a,b)=|a|^{2}+|b|^{2}-2|a|\cdot |b|\cdot \cos \gamma \quad \gamma =\measuredangle (a,b).}
W przestrzeni unitarnej (rzeczywistej) można zdefiniować takie pojęcia, jak
- prosta, płaszczyzna (warstwy względem podprzestrzeni),
- odcinek, półprosta, półpłaszczyzna (porządek ciała skalarów),
- odległość (norma różnicy wektorów) itd.

Czyli można wymodelować całą klasyczną, aksjomatycznie wprowadzoną geometrię. Każda taka definicja wymaga jednak dowodu zgodności własności definiowanego pojęcia z aksjomatyką klasycznej geometrii. Aby móc w pełni kojarzyć powyższy wzór cosinusów z klasycznym twierdzeniem cosinusów należy o wyrażeniu {\displaystyle \operatorname {acos} {\tfrac {(x,y)}{|x|\cdot |y|}}} udowodnić co najmniej:
- funkcja istnieje, tzn. {\displaystyle -1\leqslant {\tfrac {(x,y)}{|x|\cdot |y|}}\leqslant 1} (nierówność Schwartza),
- {\displaystyle \measuredangle (x,y)=0} wtedy i tylko wtedy, gdy {\displaystyle x,y} są liniowo zależne,
- jest addytywna dla trzech wektorów liniowo zależnych. Jeśli {\displaystyle y} leży „między” wektorami {\displaystyle x,z} to miara sumy kątów jest sumą miar. {\displaystyle y=t_{1}x+t_{2}z\quad dla\quad t_{i}>0\Rightarrow \measuredangle (x,z)=\measuredangle (x,y)+\measuredangle (y,z),}
- warunek {\displaystyle {\tfrac {(x,y)}{|x|\cdot |y|}}=0} odpowiada prostopadłości prostych (np. każde dwa kąty proste są przystające, przez dowolny punkt przechodzi dokładnie jedna prosta prostopadła do danej, prostopadła do prostopadłej jest równoległa itd.),
- funkcja {\displaystyle {\tfrac {(x,y)}{|x|\cdot |y|}}} jest niezmiennikiem izometrii przestrzeni unitarnej (to jest łatwe) i odwrotnie – równość tej funkcji dla dwóch par wektorów (z dokładnością do ich normy) gwarantuje istnienie izometrii.

Dodajmy jeszcze, że w przestrzeni afinicznej skojarzonej przestrzenią unitarną przybrałoby to dla pewnych punktów {\displaystyle A,B,C} następującą postać:
{\displaystyle |{\overrightarrow {AB}}|^{2}=|{\overrightarrow {CB}}|^{2}+|{\overrightarrow {CA}}|^{2}-2|{\overrightarrow {CB}}|\cdot |{\overrightarrow {CA}}|\cdot \cos \gamma \quad \gamma =\measuredangle ({\overrightarrow {CB}},{\overrightarrow {CA}}).}

### Uwaga dotycząca dowodów twierdzenia cosinusów
W matematyce „szkolnej” postępuje się dokładnie odwrotnie. W niej geometrię uprawia się na bazie klasycznej aksjomatyki. Wprowadzając, czyli definiując formalizm wektorowy można wymodelować przestrzeń unitarną.
Wygląda to zazwyczaj tak:
- wektorem jest uporządkowana para punktów, jego długością jest odległość między początkiem i końcem. Wektorem swobodnym jest klasa abstrakcji wektorów leżących na prostych równoległych i mających identyczne długości i zwroty.
- dodawanie wektorów definiuje się np. za pomocą reguły równoległoboku.
- mnożenie wektorów przez liczbę jest przedłużaniem (bądź skracaniem) jego długości według danego mnożnika liczbowego.
- mnożenie skalarne wektorów określa się jako iloczyn ich długości i cosinusa kąta między nimi.

Elegancja formalizmu wektorowego pozwala wygodnie zilustrować twierdzenie cosinusów. Rodzi też pokusę użycia go w dowodzie tego twierdzenia. Ryzyko w takim postępowaniu polega na tym, że wykazanie, iż wymodelowana struktura wektorowa jest faktycznie przestrzenią unitarną wymaga np. dowodu rozdzielności mnożenia skalarnego względem dodawania wektorów a tego bez klasycznego tw. cosinusów (lub czegoś równoważnego) nie da się przeprowadzić. Można więc, dowodząc tw. cosinusów, nieświadomie powołać się właśnie na tw. cosinusów, a w najlepszym razie, przy zachowaniu ostrożności (odwołując się np. do tw. Pitagorasa) można dostać dowód poprawny, ale bardzo „okrężny”.

## Wzory cosinusów w geometriach nieeuklidesowych
Omawiane wyżej twierdzenie cosinusów jest twierdzeniem geometrii euklidesowej, czyli tzw. geometrii płaskiej. W geometriach nieeuklidesowych ma ono swoje odpowiedniki w postaci dwóch dualnych względem siebie wzorów. Ich dualność polega na tym, że jeden z nich można otrzymać z drugiego przez zamianę miary kąta na miarę dualnego (przeciwległego) boku i odwrotnie.
W geometrii eliptycznej mamy wzory:
{\displaystyle \cos c=\cos a\cdot \cos b+\sin a\cdot \sin b\cdot \cos \gamma ,}
{\displaystyle \cos \gamma =-\cos \alpha \cdot \cos \beta +\sin \alpha \cdot \sin \beta \cdot \cos c.}
Tutaj a, b, c są długościami odcinków sferycznych, α, β, γ są kątami między odpowiednimi bokami. Dowód pierwszego wzoru znajduje się w następnej sekcji (przeprowadzony jest w jednym z możliwych modeli tej geometrii). Może ten dowód posłużyć także do wykazania wzoru drugiego – wystarczy przeprowadzić go na trójkącie dualnym, jeśli dualność zrealizujemy dopełnienieniem ortogonalnym.
Powyższe dwa wzory obowiązują np. dla trójkątów sferycznych. Wiążą one długości boków dowolnego trójkąta sferycznego z kątami między tymi bokami. Można więc zastosować je także dla trzech półprostych o wspólnym początku umieszczonych w przestrzeni celem badania kątów między nimi i między płaszczyznami wyznaczonymi przez każde dwie z nich.
Analogicznie w geometrii hiperbolicznej, przyjąwszy tzw. metrykę naturalną dostaniemy:
{\displaystyle \cosh c=\cosh a\cdot \cosh b-\sinh a\cdot \sinh b\cdot \cos \gamma ,}
{\displaystyle \cos \gamma =-\cos \alpha \cdot \cos \beta +\sin \alpha \cdot \sin \beta \cdot \cosh c.}
Tutaj a, b, c są długościami odcinków, α, β, γ są kątami między odpowiednimi bokami. Jak widać, jeśli argumentem jest długość odcinka, to zamiast funkcji trygonometrycznej używamy odpowiedniej funkcji hiperbolicznej. Dowód pierwszego wzoru znajdujący się w jest przeprowadzony nie w modelu, ale bezpośrednio z aksjomatów geometrii hiperbolicznej (wewnątrz teorii).
Z ostatniego z tych wzorów można wyciągnąć ciekawy wniosek – wystarczy ten wzór zastosować do trójkąta prostokątnego z jednym wierzchołkiem w „nieskończoności”, czyli spełniającego: {\displaystyle \gamma =0,\ \beta =\pi /2.} Dostaniemy wówczas zależność {\displaystyle 1=\sin \alpha \cosh \mathbf {c} ,} którą można przekształcić do równoważnej postaci {\displaystyle \alpha =2\cdot \operatorname {atan} (e^{-c})} znanej jako funkcja Łobaczewskiego.
Zauważmy, że drugi wzór z geometrii eliptycznej i drugi z geometrii hiperbolicznej oferują coś, co jest niemożliwe w geometrii euklidesowej – pozwalają one wyliczyć długość dowolnego boku trójkąta na podstawie znajomości jedynie kątów tego trójkąta.
Spostrzeżenie, że {\displaystyle \cos(ix)=\cosh(x),\sin(ix)=i\cdot \sinh(x)} umożliwia bardziej spójne spojrzenie na temat. Otóż, jeśli K oznacza krzywiznę Gaussa powierzchni oraz {\displaystyle k={\sqrt {K}},} to otrzymamy następujący wzór:
{\displaystyle \cos(kc)=\cos(ka)\cdot \cos(kb)+\sin(ka)\cdot \sin(kb)\cdot \cos \gamma .}
- Dla K>0 mamy trygonometrię na sferze o promieniu {\displaystyle {\tfrac {1}{k}}.}
- Dla K<0 mamy trygonometrię na pseudosferze o promieniu równym {\displaystyle {\tfrac {1}{|k|}}.} Ponieważ {\displaystyle {\tfrac {1}{k}}} jest tutaj urojony więc można też ten przypadek traktować jak sferę o promieniu urojonym {\displaystyle {\tfrac {1}{\sqrt {-|K|}}}={\tfrac {1}{i\cdot {\sqrt {|K|}}}}.} Niekiedy sugestywnie ujmuje się to następująco: trygonometria hiperboliczna jest trygonometrią sferyczną na sferze o promieniu urojonym.

## Twierdzenie cosinusów dla sfery

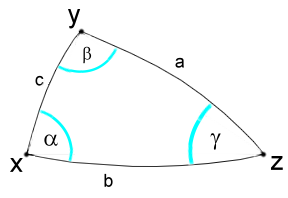

Jeśli a,b,c oznaczają długości odcinków sferycznych, γ jest kątem między odcinkami-bokami a,b to zachodzi wzór
{\displaystyle \cos c=\cos a\cdot \cos b+\sin a\cdot \sin b\cdot \cos \gamma .}

### Dowód
Nazwijmy wektorem centralnym taki, który ma początek w środku sfery jednostkowej.
Długość odcinka sferycznego jest kątem między centralnymi wektorami, których końce są punktami ograniczającymi odcinek sferyczny.
Kąt między dwiema prostymi sferycznymi, czyli kołami wielkimi jest kątem między płaszczyznami zawierającymi te koła wielkie a ten z kolei jest kątem między wektorami prostopadłymi do obu tych płaszczyzn.
Jeśli mamy dwa końcowe punkty odcinka sferycznego będące końcami centralnych wektorów x, y to Iloczyn skalarny xy tych wektorów jest równy cosinusowi kąta między wektorami x, y, czyli cosinusowi długości tego odcinka. Czyli
{\displaystyle xy=\cos c,}
{\displaystyle xz=\cos b,}
{\displaystyle yz=\cos a.}
Jeśli mamy dwa punkty na sferze, będące końcami centralnych wektorów x, y, to korzystając z pojęcia iloczynu wektorowego możemy wyznaczyć wektor prostopadły do płaszczyzny rozpiętej na x, y jako {\displaystyle x\times y.} Zgodnie z definicją długość takiego iloczynu wektorowego jest równa sinusowi kąta między wektorami x, y, czyli sinusowi długości odcinka
{\displaystyle |x\times y|=\sin c,}
{\displaystyle |x\times z|=\sin b,}
{\displaystyle |y\times z|=\sin a.}
Rozważmy wyrażenie:
{\displaystyle (x\times z)(z\times y).}
Z jednej strony powyższy iloczyn skalarny ma wartość równą iloczynowi długości obu czynników oraz cosinusowi kąta między obu czynnikami, czyli kąta między płaszczyzną rozpiętą na wektorach x, z oraz płaszczyzną rozpiętą na wektorach z, y. Ten ostatni kąt jest oczywiście równy {\displaystyle \gamma {:}}
{\displaystyle (x\times z)(y\times z)=|x\times z|\cdot |y\times z|\cdot \cos \gamma =\sin b\cdot \sin a\cdot \cos \gamma .}
Z drugiej strony, na mocy tożsamości Lagrange’a {\displaystyle (p\times q)(r\times s)=pr\cdot qs-qr\cdot ps}
dostajemy:
{\displaystyle (x\times z)(y\times z)=xy\cdot zz-zy\cdot xz=\cos c-\cos a\cdot \cos b.}

## Twierdzenie cosinusów dla czworościanu
Jeśli w czworościanie o wierzchołkach a, b, c, d przez {\displaystyle A,B,C,D} oznaczymy pola ścian leżących naprzeciw wierzchołków odpowiednio a, b, c, d, z kolei przez {\displaystyle {\widehat {BC}},{\widehat {BD}},{\widehat {CD}}} oznaczymy kąty krawędziowe między odpowiednimi ścianami to
{\displaystyle A^{2}=B^{2}+C^{2}+D^{2}-2(BC\cdot \cos {\widehat {BC}}+BD\cdot \cos {\widehat {BD}}+CD\cdot \cos {\widehat {CD}})}

## Twierdzenie cosinusów dlakąta trójściennego
Jeśli {\displaystyle \alpha ,\beta ,\gamma } są kątami płaskimi przy wierzchołku S czworścianu SABC odpowiednio między ramionami: SB i SC, SA i SC, SA i SB, zaś {\displaystyle \alpha ',\beta ',\gamma '} kątami dwuściennymi leżącymi naprzeciw nich, czyli kątami krawędziowymi SA, SB, SC. Wówczas zachodzą wzory (I twierdzenie cosinusów):
{\displaystyle \cos \alpha =\cos \beta \cos \gamma +\sin \beta \sin \gamma \cos \alpha ',}
{\displaystyle \cos \beta =\cos \gamma \cos \alpha +\sin \gamma \sin \alpha \cos \beta ',}
{\displaystyle \cos \gamma =\cos \alpha \cos \beta +\sin \alpha \sin \beta \cos \gamma '}
oraz wzory (II twierdzenie cosinusów):
{\displaystyle \cos \alpha '=-\cos \beta '\cos \gamma '+\sin \beta '\sin \gamma '\cos \alpha ,}
{\displaystyle \cos \beta '=-\cos \gamma '\cos \alpha '+\sin \gamma '\sin \alpha '\cos \beta ,}
{\displaystyle \cos \gamma '=-\cos \alpha '\cos \beta '+\sin \alpha '\sin \beta '\cos \gamma .}